# Karl Nikolaj Henry Petersen
 Der er flere personer med dette navn, se Henry Petersen.
Karl Nikolaj Henry Petersen (født 20. marts 1849 i København, død 21. september 1896 i Hornbæk) var uddannet arkæolog og en aktiv museumsmand, også som museumsinspektør, med en rig litterær virksomhed.

## Opvækst og uddannelse
Karl Nikolaj Henry Petersen blev født i København.
Henry Petersen var søn af inspektør ved Østre Betalingsskole, cand. theol. Johan Christian Ludvig Petersen og Augusta født Reitzel. Allerede tidligt havde Henry Petersen den danske oldtid og dens monumenter på nært hold, i det faderen ikke blot syslede med studier på disse områder, men desuden tid efter anden havde dannet sig en stor samling især af våben og redskaber fra stenalderen.
I 1868 blev han student fra Borgerdydskolen i København, og 1873 tog Petersen magisterkonferens i nordisk oldtidsvidenskab. 1876 disputerede Petersen for den filosofiske doktorgrad med disputatsen Om Nordboernes Gudedyrkelse og Gudetro i Hedenold.

## Museumsmand og forfatter
Allerede før fuldendt uddannelse var Henry Petersen aktiv som forfatter og museumsmand.
Den litterære debut Om Fjenneslevrunestenen udkom 1870 i Illustreret Tidende, dels baseret på mindre udflugter til mindesmærker rundt om i landet, og fra efteråret 1871 arbejdede han jævnligt ved Det kgl. museum for de nordiske oldsager - det nuværende Nationalmuseet - under vejledning af Christian Frederik Herbst.
1873 kom arkæologien på finansloven ved en ekstraordinær bevilling på Jens Jacob Asmussen Worsaaes initiativ. Formålet var at registrere oldtidsminder ved et opsøgende kommissionsarbejde, og Henry Petersen fungerede her som et kommissionsmedlem i 12 år. Som udbytte fra de første af disse rejser fremkom 1875 Om Helleristninger i Danmark udgivet i Aarbøger for nordisk Oldkyndighed og Historie. Foruden herredsundersøgelserne foretog han mange andre rejser bl.a. til Broholm på Fyn.
1878-81 medvirkede han ved udgivelsen af værket Fortidsminder og Oldsager fra Egnen om Broholm (1878) sammen med kammerherre og ejer af Broholm Niels Frederik Bernhard Sehested, og med samme ligeledes Arkæologiske Undersøgelser (1884).
1879 virkede han desuden som assistent ved Det kgl. museum for de nordiske oldsager.
1884 optoges Henry Petersen som medlem af Det kongelige danske Selskab for Fædrelandets Historie, og 1885 blev han udnævnt til inspektør for mindesmærkernes bevaring samt til medlem af det særlige kirkesyn.
Ved det såkaldte Kultusministeriet i 1886 udsendte skrift Helgenskrinene i St. Knuds Kirke i Odense
var Henry Petersen en af initiativtagerne.
I første periode af Henry Petersens litterære virksomhed findes de betydeligste afhandlinger udgivet i Aarbøger for nordisk Oldkyndighed og Historie, heriblandt Gravstenen fra Timgaard, "Dyvekes Ligsten" kaldet (1879), Om Stenalderens Gravformer i Danmark og deres indbyrdes Tidsforhold (1881), Et dansk Flag fra Unionstiden i Mariakirken i Lybek (1882) og Skjoldefrisen i Sorø (1883), og såvel afhandlingen Knud Lavards Helgenbillede; Kilden og Kapellet ved Haraldsted (1885).
De nærmest følgende år (1888-91) skrev han artikler af vekslende indhold i Historisk Tidsskrift, Tidsskrift for Kunstindustri og forskellige blade. Et særskilt udgivet arbejde Vognfundene i Dejbjærg Præstegaardsmose ved Ringkjøbing (1888), omhandler fundet af Dejbjergvognene, som han var med til at udgrave i starten af 1880'erne.
Ved Nationalmuseets tvedeling i 1892 blev Petersen udnævnt til direktør for dets 2. afdeling.
Han fortsatte de omfattende udgravninger ved borg- og kirketomterne Hammershus, Antvorskov Kloster, Gurre Slot, Bjørnsholm / Vitskøl Kloster og flere andre steder. Han virkede for at bevare gamle, værdifulde bygninger, som f.eks. byporten i Stege, Næstved gamle Rådhus og Helligåndshuset i Randers. Han stod også for arkæologiske undersøgelsesrejser til landskaber, der tidligere havde været i dansk eje.
På sine flere udlandsrejser var Henry Petersen fokuseret på at undersøge monumenter der havde at gøre med Danmarks kulturarv: 1879 i Nordtyskland, 1880 i Stockholm, 1888 en længere rejse til Tyskland, Frankrig, Belgien og Holland og 1890 til Sverige, Rygen og de russiske provinser ved Østersøen.
Hans hovedværker må nok siges at være oversigterne over de middelalderlige segl: 
- Danske gejstlige Sigiller fra Middelalderen (1886)

, dels posthumt ved Anders Thiset
- Danske adelige Sigiller fra det 13. og 14. Aarhundrede (1897)
- Danske kongelige Sigiller samt Sønderjydske Hertugers og andre til Danmark knyttede fyrsters Sigiller 1085-1559 (1897)

Henry Petersen døde under et ophold i Hornbæk i 1896. På Solbjerg Parkkirkegård er opsat en mindesten, og et lille hæfte Til Minde om Henry Petersen (1897) udkom ved Johannes Steenstrup og W. Mollerup.